# Lagomeryx
Lagomeryx ist eine ausgestorbene Gattung der Stirnwaffenträger (Pecora) mit unklarer systematischer Stellung (incertae sedis). Die Gattung ist mit mehreren Arten aus dem unteren bis mittleren Miozän von Europa (MN3–MN6) und dem mittleren bis oberen Miozän von Asien bekannt.

## Etymologie und Forschungsgeschichte
Die Gattung Lagomeryx wurde 1904 von Otto Roger eingeführt. Er folgte damit einem Vorschlag Max Schlossers, einige kleinwüchsige, zuvor in die bereits 1834 durch Hermann von Meyer beschriebene Gattung Palaeomeryx gestellte Arten, in ein eigenständiges Taxon auszugliedern. Er nannte drei Arten (Lagomeryx meyeri, Lagomeryx parvulus und Lagomeryx pumilio) als der Gattung zugehörig und beschrieb deren von Palaeomeryx abweichende Form der oberen Backenzähne und die eigentümliche Ausbildung des Geweihs. Roger wies jedoch keine der drei genannten Arten als Typusart aus.
Zwei dieser Arten (Lagomeryx parvulus und Lagomeryx pumilio) waren einige Jahre zuvor von Roger selbst als Palaeomeryx parvulus und Palaeomeryx pumilio erstmals beschrieben worden.
Die Forschungsgeschichte der dritten von Roger genannten Art, Lagomeryx meyeri, lässt sich hingegen noch weiter zurückverfolgen:
Bereits 1884 hatte Franz Toula fossile Zähne eines Wiederkäuers aus einer Fundstelle bei Göriach als Dicroceros minimus beschrieben. 1893 stellte Adolf Hofmann die Funde von Göriach gemeinsam mit einigen bereits von Meyer als Palaeomeryx pygmaeus beschriebenen Funden von Reisensburg bei Günzburg, in eine neue, eigene Art, die er zu Ehren von Hermann von Meyer als Palaeomeryx meyeri bezeichnete. Roger übernahm das von Hofmann zusammengefasste Fossilmaterial in seine neue Gattung als Lagomeryx meyeri und ergänzte den Fossilbefund um bereits 1880 von Ludwig Rütimeyer von der Fundstelle Reisensburg abgebildete Geweihreste, welche die typische, von Roger als „Krähennestbildung“ bezeichnete Anordnung der Geweihenden zeigten. Den einzigen anderen ihm damals bekannten Geweihrest wies Roger 1904 der Art Lagomeryx pumilio zu.
In den 1920er- und 1930er-Jahren wurde eine ganze Reihe ähnlicher Funde aus dem Miozän von China beschrieben, die teilweise Lagomeryx zugeordnet, teilweise in die Gattung Moschus gestellt, oder in eine neue, mit Lagomeryx nahe verwandte Gattung Stephanocemas, integriert wurden (siehe „Arten und Verbreitung“).

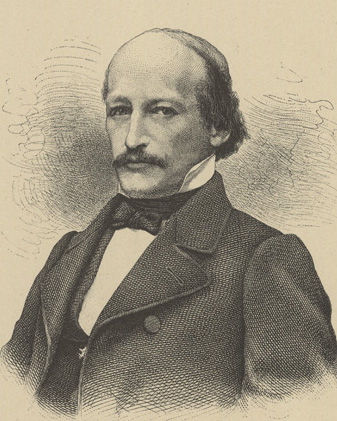
Ludwig Rütimeyer ist Namenspatron der Typusart

1948 und 1950 gelang es Erich Thenius den durch Toula von Göriach beschriebenen Zähnen einen Geweihrest zuzuordnen, der jedoch keinerlei Ähnlichkeit mit den von Rütimeyer abgebildeten Geweihresten von Reisensburg aufwies. Das unter der Bezeichnung Lagomeryx meyeri zusammengefasste Belegmaterial repräsentierte nach seiner Analyse die Überreste von zwei Arten unterschiedlicher Gattungen. Als Konsequenz daraus erklärte er das Taxon Lagomeryx meyeri für ungültig, beschrieb die steirischen Funde in Anlehnung an Toula als Euprox minimus und das schwäbische Belegmaterial als Lagomeryx ruetimeyeri, wobei er insbesondere auf die von Rütimeyer abgebildeten Geweihreste als Typusmaterial hinwies. Die Funde aus Göriach hatte Léonard Ginsburg zwischenzeitlich in die Gattung Heteroprox gestellt, später jedoch als Weibchen von Dicrocerus elegans interpretiert.
1977 berichtete Volker Fahlbusch zudem davon, dass der zweite Geweihrest, den Roger 1904 der Art Lagomeryx pumilio zugewiesen hatte, nicht mehr auffindbar und vermutlich in den Wirren gegen Ende des Zweiten Weltkrieges verloren gegangen war. Damit konnte keiner der drei ursprünglich genannten Arten ein gattungstypischer Geweihrest zugeordnet werden.
Ungeachtet der Arbeiten von Thenius benannte Inesa Vislobokova 1983 Lagomeryx meyeri als Typusart der Gattung und machte damit das Chaos perfekt. Je nach Sichtweise war die Gattung damit entweder zum Juniorsynonym von Dicrocerus oder zum Seniorsynonym von Euprox oder Heteroprox geworden. Zu diesem Zeitpunkt waren die Namen aller vier betroffenen Gattungen jedoch bereits gebräuchlich und gut belegt.
Um das Problem zu lösen beantragten Alan W. Gentry und Elmar P. J. Heizmann 1993 bei der Internationalen Kommission für Zoologische Nomenklatur, die 1948 von Thenius eingeführte Art Lagomeryx ruetimeyeri als Typusart der Gattung festzulegen („Case 2882“). Der Antrag kam 1994 bei der Kommission zur Abstimmung und wurde ohne Gegenstimme angenommen. Das Abstimmungsergebnis wurde noch im selben Jahr veröffentlicht („Opinion 1790“) und damit war Lagomeryx ruetimeyeri offizielle Typusart der Gattung und diese damit endlich eindeutig definiert.
In der deutschsprachigen populärwissenschaftlichen Literatur wird der Gattungsname Lagomeryx zuweilen als „Hasenhirsch“ übersetzt. Roger selbst gibt keine Erklärung zur Wahl des Namens, erwähnt jedoch mehrfach die geringe Körpergröße der ihm bekannten Vertreter der Gattung. Der Wortteil „Lago-“ lässt sich damit wohl tatsächlich vom altgriechischen λᾰγῶς („lagôs“: „Hase“) ableiten. Die Endung „-meryx“ kann jedoch nur bedingt als „Hirsch“ übersetzt werden. Meyer weist in seiner Beschreibung von Palaeomeryx diesbezüglich eindeutig auf den Begriff „Μἠρυξ“ hin, den er als „Name eines vermeintlich wiederkäuenden Fisches der Alten“ erläutert. Lagomeryx ließe sich dementsprechend eher als „Hasen-Wiederkäuer“ oder als „wiederkäuender Hase“ übersetzen.

## Arten und Verbreitung
(Nach Kantapon Suraprasit et al., 2014.)
- Lagomeryx colberti (Young, 1937) (= Stephanocemas colberti  = Lagomeryx simpsoni = Lagomeryx teilhardi):[13] Asien (China)
- Lagomeryx complicidens Young, 1964:[14] Asien (China)
- Lagomeryx manai Suraprasit, Chaimanee, Bocherens, Chavasseau & Jaeger, 2014:[12] Asien (Thailand)
- Lagomeryx parvulus (Roger, 1898):[2] Europa (Deutschland, Frankreich, Österreich)
- Lagomeryx primaevus (Teilhard, 1926) (= Moschus primaevus):[15] Asien (China)
- Lagomeryx pumilio (Roger, 1898):[2] Europa (Deutschland)
- Lagomeryx ruetimeyeri Thenius, 1948:[5] Typusart; Europa (Deutschland, Österreich)
- Lagomeryx triacuminatus (Colbert, 1936) (= Stephanocemas triacuminatus):[16][Anm. 4] Asien (China)
- Lagomeryx tsaidamensis Bohlin, 1937:[17] Asien (China)

Eine ursprünglich als Lagomeryx praestans beschriebene Art aus dem Miozän Frankreichs wird heute als eigenständige Gattung Ligeromeryx gewertet.
Das Kladogramm zeigt in vereinfachter Form die verwandtschaftlichen Beziehungen der einzelnen Arten innerhalb der Gattung auf Basis der Morphologie der Stirnwaffen. Die Arten Lagomeryx pumilio und Lagomeryx primaevus wurden in der Analyse nicht berücksichtigt, da für sie keine entsprechenden Daten vorliegen. Die übrigen Arten zeigen die europäischen und die asiatischen Arten in jeweils eigenständigen Teilkladen.

## Merkmale

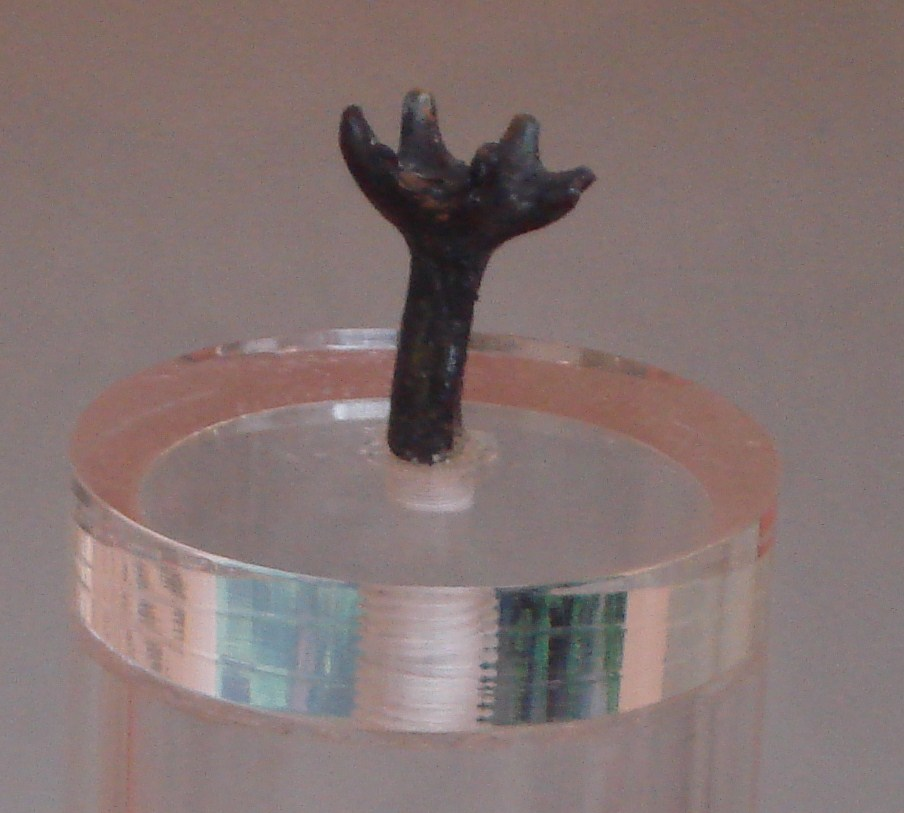
Geweihstange von Lagomeryx parvulus

Die Vertreter der Gattung Lagomeryx zeichnen sich insbesondere durch drei Merkmale aus, die in dieser Form und Kombination von anderen Stirnwaffenträgern nicht bekannt sind.
Die oberen Eckzähne männlicher Individuen sind, ähnlich wie bei den Moschustieren (Moschidae), den Hirschferkeln (Tragulidae), den Muntjaks (Muntiacus) oder dem Wasserreh (Hydropotes inermis), zu stoßzahnähnlichen Hauern verlängert, die über den Unterkiefer hinausragten. Diese Eckzähne sind seitlich abgeflacht, nach hinten und außen gekrümmt und posterior mit einer scharfen Schneidekante versehen.
Die Backenzähne von Lagomeryx sind brachyoselenodont, das bedeutet, sie sind niedrigkronig (brachyodont) und haben bei zunehmender Abnutzung der Zahnhöcker halbmondförmige Schmelzfalten ausgebildet (selenodont). Die unteren Prämolaren und Molaren weisen als Besonderheit eine zusätzliche Schmelzleiste am hinteren Abhang des vorderen, äußeren Höckers (Protoconid) der Kaufläche auf. Diese „Palaeomeryx-Falte“ ist jedoch wesentlich weniger deutlich ausgeprägt als bei der namensgebenden Gattung Palaeomeryx. Bei zwei Arten, L. ruetimeyeri und L. parvulus konnte ein erster unterer Prämolar (p1) nachgewiesen werden. Bei den anderen Arten fehlt dieser Zahn ebenso wie bei den modernen Wiederkäuern.
Das auffälligste Merkmal der Gattung bilden jedoch ihre geweihähnlichen Stirnwaffen. Die Rosenstöcke, jene Knochenfortsätze des Stirnbeins, welche die Basis eines Geweihs bilden, sind nicht, wie bei den modernen Hirschen, nach hinten geneigt, sondern ragen direkt über den Augenhöhlen, nach außen geneigt steil auf und sind nur leicht nach innen gekrümmt. Das „Geweih“ selbst endet in einer kleinen Schaufel, von der radial mehrere, nach oben gekrümmte Sprossen ausgehen. Die Oberfläche dieser Stirnwaffen ist glatt. Eine „Rose“, eine kranzförmige Verdickung des Geweihs an der Kontaktstelle zum Rosenstock, ist nicht vorhanden. Lange Zeit wurde deshalb angenommen, dass die Stirnwaffen von Lagomeryx, ähnlich wie bei den Giraffenartigen, permanent von Haut überzogen waren und nicht periodisch abgeworfen wurden. Später wurde allerdings festgestellt, dass auch bei den Stirnwaffen von Lagomeryx die typischen Merkmale einer Geweihabwurffläche vorhanden sind und, dass das Fehlen einer „Rose“ nicht zwingend auf ein permanent getragenes „Protogeweih“ hinweist.
Die Tiere ähnelten vom Körperbau her den heutigen Hirschferkeln. Die kleinste Art, Lagomeryx pumilio erreichte eine Körpermasse von nur 1,8 ± 0,2 kg, was etwa einem eher schmächtigen Exemplar des Kleinkantschils (Tragulus kanchil), der kleinsten heute noch lebenden Paarhuferart, entsprechen würde. Lagomeryx parvulus wurde mit einer Körpermasse von 5,8 ± 3,6 kg etwas größer. Schlosser beschrieb dieser Art als vergleichbar mit der „Größe eines Rehkitzes oder eines starken Feldhasen.“ Die Typusart Lagomeryx ruetimeyeri wurde noch geringfügig größer als Lagomeryx parvulus. Die asiatischen Arten der Gattung wurden generell etwas größer und übertrafen knapp die rezenten Moschustiere an Größe.

## Äußere Systematik
Die systematische Stellung der Gattung Lagomeryx ist unklar. Die Gattung wurde im Verlauf ihrer Forschungsgeschichte wechselweise als Vertreter einer eigenen Familie (Lagomerycidae) innerhalb einer Überfamilie Giraffoidea, innerhalb einer Überfamilie Cervoidea, oder zwischen den Giraffenartigen und den Hirschartigen, als Gattung der Muntjakhirsche, oder als Vertreter einer eigenständigen Unterfamilie (Lagomerycinae) innerhalb der Cervidae interpretiert.
Eine jüngere phylogenetische Analyse, basierend auf der Morphologie des knöchernen Labyrinths, zeigt die Gattung als Schwesterntaxon zu allen anderen Vertretern der Cervidae. Die Autoren der Studie lassen jedoch offen, ob Lagomeryx als Vertreter der Stammgruppe der Cervidae zu werten ist oder ein mit den Cervidae nahe verwandtes Schwesterntaxon repräsentiert. Eine Zugehörigkeit zur Kronengruppe der Cervidae wird jedoch als unwahrscheinlich erachtet. Das nebenstehende Kladogramm zeigt das Ergebnis dieser Analyse in stark vereinfachter Form.

## Palökologie
Die niedrigkronigen Backenzähne von Lagomeryx deuten auf eine überwiegend laubfressende Ernährungsweise hin. Denkbar ist allerdings auch eine zumindest teilweise omnivore Ernährung, ähnlich wie bei den rezenten Hirschferkeln.
Rezente Wiederkäuer dieser Größenordnung bewohnen in der Regel das Unterholz bewaldeter Habitate. Sie sind meist nacht- oder dämmerungsaktiv und leben meist alleine oder in nur kleinen Familienverbänden. Ähnliches kann in erster Näherung auch für Lagomeryx vermutet werden. Vergleiche der Isotopensignaturen δ13C und δ18O im Zahnschmelz von L. parvulus, L. pumilio und L. manai deuten darauf hin, dass die kleinen europäischen Arten Waldhabitate mit weitgehend geschlossenem Kronendach bevorzugten, während die thailändische Art in einem Waldgebiet mit eher offenem Kronendach und/oder eher ariden Bedingungen lebte.
Dabei darf jedoch nicht vergessen werden, dass zumindest die europäischen Arten, auch gemeinsam, durchaus unterschiedliche Lebensräume bewohnen konnten. In Süddeutschland sind dies insbesondere einerseits die eher feuchten Miozänen Wälder des nordalpinen Molassebeckens und andererseits das, auch damals, eher trockenere Karstplateau der Fränkischen Alb. Eine Analyse der Abnutzungsspuren an den Lagomeryx-Backenzähnen von unterschiedlichen Fundstellen zeigte, dass sich sowohl L. parvulus als auch L. pumilio in den feuchten Wäldern des Molassebeckens hauptsächlich von weichen Blättern und Knospen ernährten und nur zu einem geringen Prozentsatz auf hochabrasive Gräser zurückgriffen. Bei Fundstellen aus den Karstgebieten zeigten sich in Bezug auf die Abnutzungsspuren jedoch deutliche Unterschiede im Ernährungsverhalten der beiden Arten. Während sich bei Fossilien von L. parvulus keine signifikanten Unterschiede feststellen ließen, zeigten die Zähne von L. pumilio für die Karstgebiete Hinweise auf einen deutlich erhöhten Anteil an Gräsern im Nahrungsspektrum.